# Bataille de Val-ès-Dunes
Succession de Robert le Magnifique
La bataille de Val-ès-Dunes (ou Valesdune) opposa, le 10 août 1047,, le jeune duc de Normandie, Guillaume dit le Bâtard, aidé de son suzerain, le roi Henri Ier de France, à une coalition de barons normands rebelles de l'Ouest du duché.

## Topographie et toponymie
La plaine de Val-es-dunes est une vaste plaine située entre Chicheboville, Conteville et Secqueville. Elle est décrite par Wace dans le roman de Rou en 1170 environ : « Valesdunes est en Oismés, entre Argences e Cinguelés, de Caem i poet l'en conter treis lieues prof, al mien quider; les plaignes sunt longues et lees, n'i a granz monz ne granz valees, asez prof des gué Berengier, n'i a boschage ne rochier, mais encontre soleil levant s'estent la terre en avalant; une rivière l'avirone devers miedi e devers none ». « Val-ès-dunes est dans l'Hiémois, entre Argences et le Cinglais. De Caen on peut compter près de trois lieues à mon avis. Les plaines y sont longues et larges ; il n'y a ni grandes hauteurs, ni grandes vallées ; c'est assez près du gué Bérenger ; il n'y a ni bouquets d'arbres, ni rocs, mais le terrain s'étend en pente du côté du soleil levant. Une rivière l'entoure au sud et au sud-ouest ».
Valesdunes (improprement écrit Val-ès-dunes), à noter l'absence d'article défini, remonterait selon Dominique Fournier à *Waleisdunes qui désignerait les dunes au sens de « dunes, hauteurs » d'un personnage nommé Waleis, c'est-à-dire Galleis / Gallois. Le nom est bien attesté, par exemple, il existe une famille en Écosse, nommée Wallace, dont le nom remonterait à un certain (le) Waleis. Wace emploie ailleurs la forme du français central Gualeis « Gallois » (Wace, Brut, éd. I. Arnold, 13927).

## Contexte historique
En 1046, après une dizaine d'années de trouble suivant la mort prématurée, au retour d'un pèlerinage en Terre sainte, du duc Robert le Magnifique, son fils et successeur désigné, Guillaume, échappe de peu, à Valognes, à une tentative d'assassinat organisée par des barons rebelles du Bessin et du Cotentin, qui ont choisi comme chef Gui de Brionne, normand par sa mère et propre cousin du jeune duc.
Guillaume s'empresse de demander l'aide de son suzerain, Henri Ier de France. Celui-ci lève en hâte une armée d'environ 10 000 hommes qui, alliés aux quelque 350 chevaliers et au millier de gens d'armes fidèles au duc, vont affronter, en 1047, les troupes rebelles dirigées, entre autres, par les puissants barons Rainulf (ou Renouf) de Briquessart, vicomte de Bayeux, Néel, vicomte de Saint-Sauveur, Hamon le Dentu, baron de Thorigny, Grimoult du Plessis (ou Grimoald) et Raoul Tesson (ou Taisson), seigneur du Cinglais, qui rassemblent autour d'eux environ 25 000 combattants dans la plaine du Val-ès-Dunes, située à 12 km au sud-est de Caen et au sud-ouest de Chicheboville.
Jusqu'au XIXe siècle, certains historiens comme Augustin Thierry et Augustin Labutte affirmaient que de nombreux rebelles étaient encore païens (« Vieux Normands »), ou encore imprégnés de mythologie nordique, et auraient chargé au cri de « Thor aïe ! » (« Thor aide »). En réalité, c'est Raoul Tesson qui, selon Wace, « De sa gent ou il ert enmié, poinst le cheval, criant Toirié ! », c'est-à-dire : « Du milieu de sa troupe où il se trouvait, éperonna son cheval en criant “Thury” ! », Thury (aujourd'hui Thury-Harcourt) étant le nom d'un de ses fiefs. Plus loin, Wace écrit que Néel crie « Saint-Sauveur ! » du nom de son fief (ceo est l'enseigne de s'enor) et Renouf « Saint-Sever ! ».
Un récit de la bataille, basé sur le même Roman de Rou de Wace (qui écrit au XIIe siècle, longtemps après les faits), est rapporté en détail dans une étude très complète et abondamment illustrée, éditée par le syndicat d'initiatives du Val-ès-Dunes. Ce n'est qu'à la toute dernière minute avant le combat que Raoul Tesson, un des seigneurs rebelles, pousse son fameux cri et change de camp pour se rallier au jeune duc. La bataille est un véritable désastre pour les conjurés et, dans leur fuite, beaucoup de chevaliers se noieront en tentant de traverser l’Orne, au gué d'Athis, « entre Fontenay et Allemagnes », comme il est raconté dans le Roman de Rou (c'est-à-dire entre Saint-André-sur-Orne et Fleury-sur-Orne, dans leurs appellations actuelles). « Heureuse bataille où en un seul jour s'écroulent tant de châteaux », en dira un historien, car ce succès assoit l'autorité du jeune duc de Normandie.
Beaucoup de conjurés survivants, leurs forteresses démantelées, seront bannis ou s'exileront volontairement en Italie méridionale, où vivent de nombreux compatriotes. Un seul conjuré, Grimoult du Plessis, qui se distingue par ses origines plus modestes, sera emprisonné et exécuté par le duc ; un cas rare, car, le plus souvent, Guillaume accorde son pardon.
À la suite de cette victoire, le duc de Normandie organise le concile de la Paix de Dieu, afin d'interdire les guerres privées et les fortifications illicites, et fait construire en 1061, sur la rive droite de l'Orne à Caen, la chapelle Sainte-Paix pour recueillir des reliques de saints amenées pour cette occasion.
La verte province retrouve pour un temps la paix et la prospérité.

## Postérité et commémoration

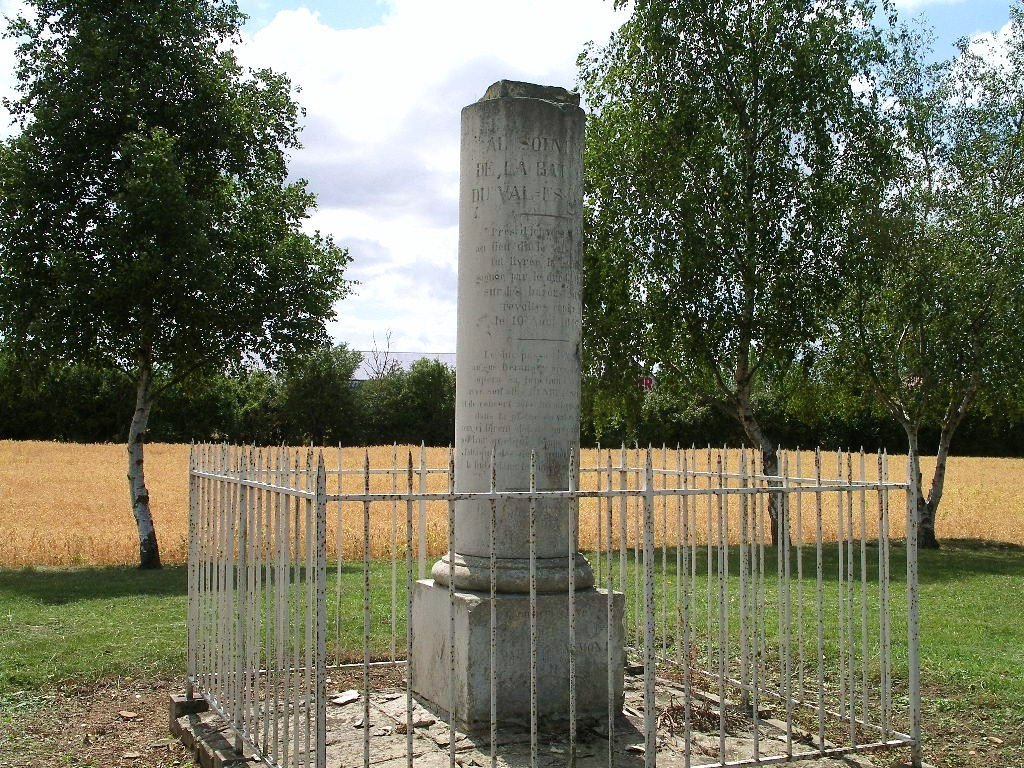
Colonne en souvenir de la bataille du Val-ès-Dunes.

En 1846, une colonne a été érigée à Vimont par Arcisse de Caumont, en souvenir de la bataille du Val-ès-Dunes.
En 1959, une stèle a également été érigée à Bellengreville, face au site de la bataille.

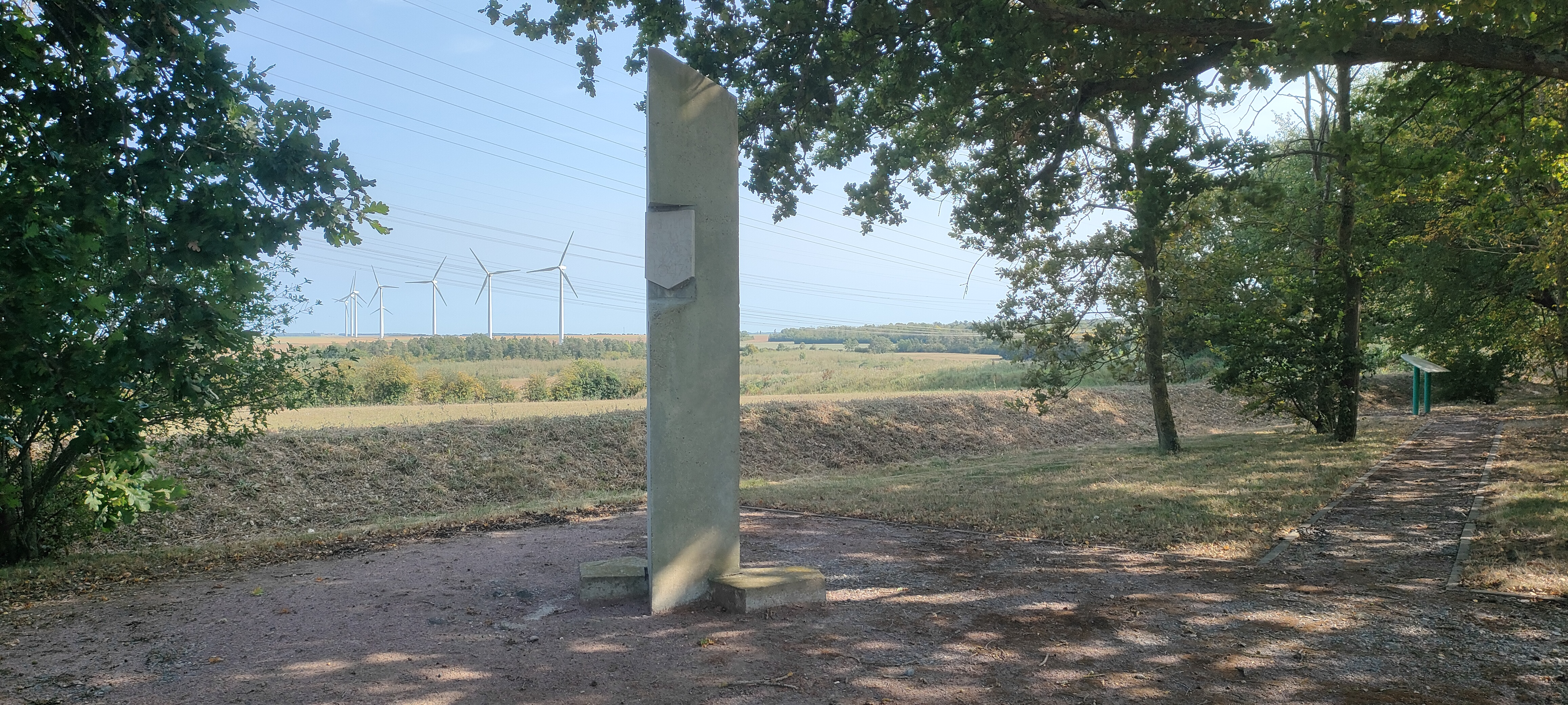
Photographie montrant une vue générale de la stèle de 1959 à Bellengreville commémorant la bataille de Val-ès-Dunes

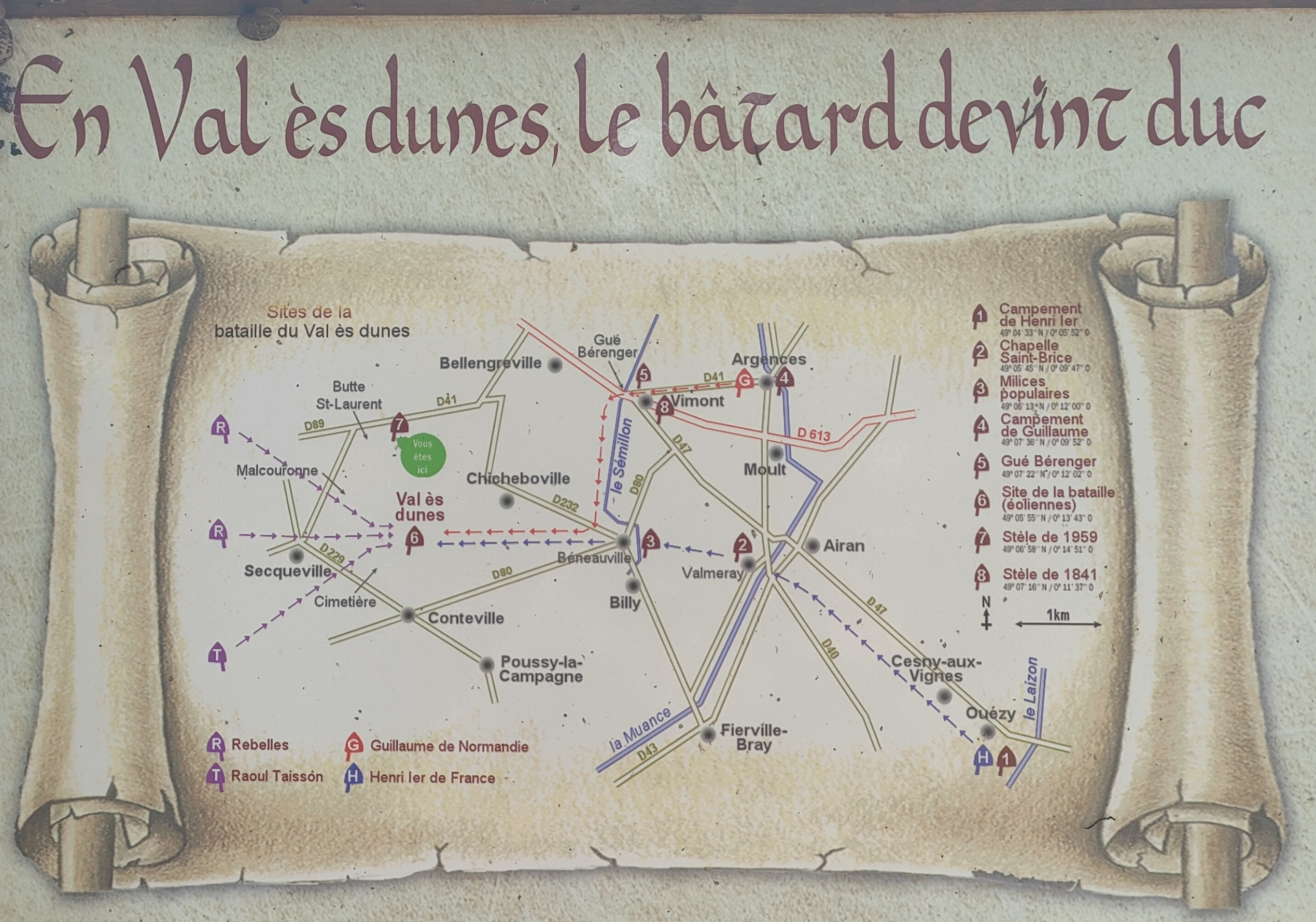
Photographie du plan de la bataille de Val-ès-Dunes sur la stèle commémorative de Bellengreville

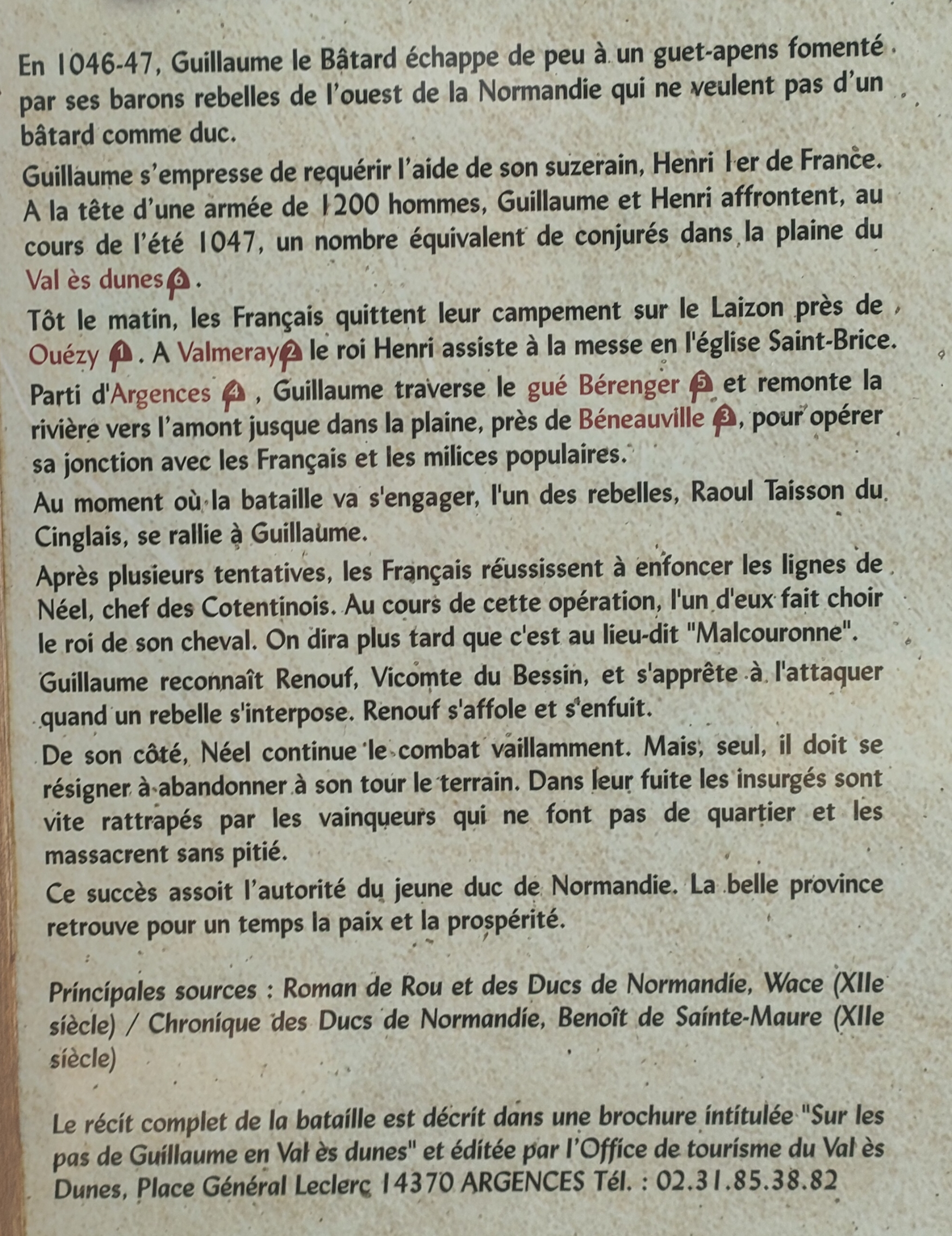
Photographie du récit de la bataille sur la stèle commémorative de la bataille de Val-ès-Dunes à Bellengreville

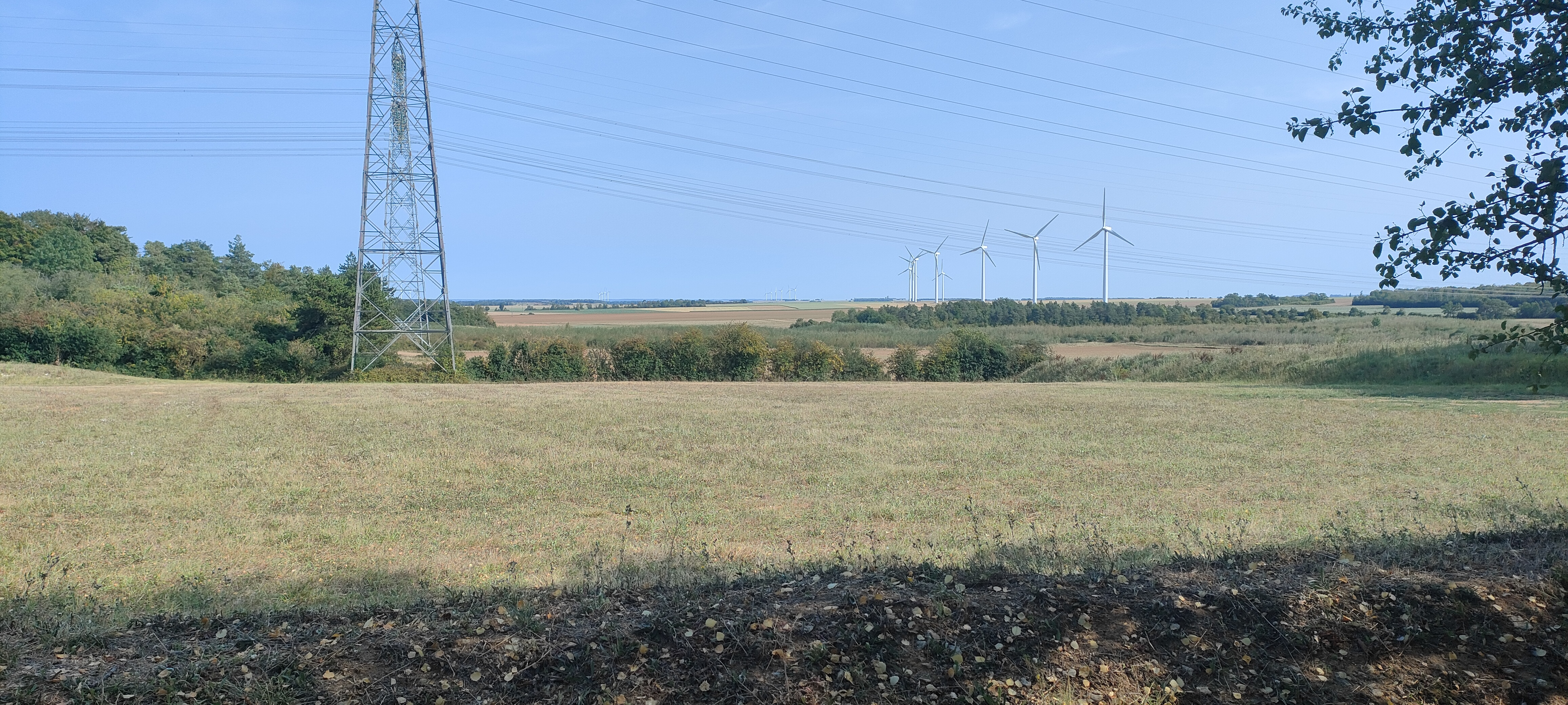
Photographie d'une vue générale du site de la bataille de Val-ès-Dunes depuis la stèle de Bellengreville